# Кон-д’Алье
Кон-д’Алье́ (фр. Cosne-d'Allier) — коммуна во Франции, находится в регионе Овернь. Департамент коммуны — Алье. Входит в состав кантона Эриссон. Округ коммуны — Монлюсон.
Код INSEE коммуны — 03084.

## Население
Население коммуны на 2008 год составляло 2196 человек.
| 1962 | 1968 | 1975 | 1982 | 1990 | 1999 | 2008 |
| ---- | ---- | ---- | ---- | ---- | ---- | ---- |
| 2094 | 2197 | 2288 | 2454 | 2453 | 2407 | 2196 |

## Экономика
В 2007 году среди 1161 человека в трудоспособном возрасте (15—64 лет) 809 были экономически активными, 352 — неактивными (показатель активности — 69,7 %, в 1999 году было 65,5 %). Из 809 активных работали 725 человек (398 мужчин и 327 женщин), безработных было 84 (38 мужчин и 46 женщин). Среди 352 неактивных 85 человек были учениками или студентами, 153 — пенсионерами, 114 были неактивными по другим причинам.

## Достопримечательности
- Замок Парк-де-Пети-Буа
- Церковь Сен-Мартен, построенная в 1904 году на месте старой церкви Сен-Мартен XII века